# Lincoln Near Earth Asteroid Research

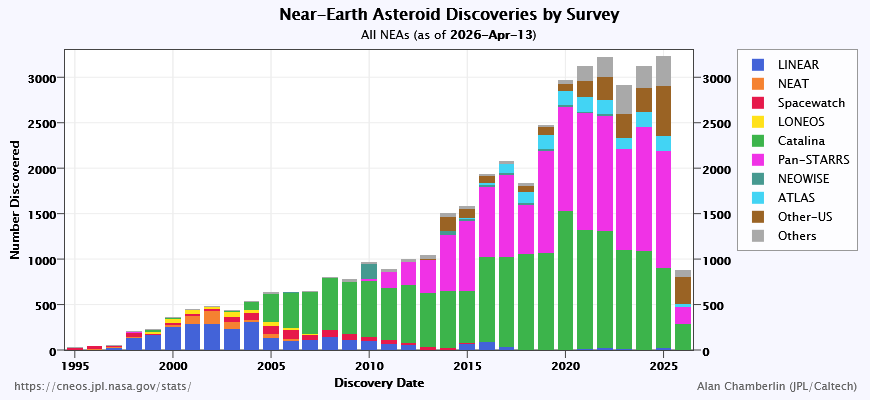
Zahl der erdnahen Objekte, detektiert durch verschiedene Projekte
LINEAR
NEAT
Spacewatch
LONEOS
Catalina Sky Survey
Pan-STARRS
NeoWise
ATLAS
alle anderen

Lincoln Near Earth Asteroid Research (LINEAR, englisch für Erforschung erdnaher Asteroiden durch das Lincoln Laboratory) ist ein Projekt des Massachusetts Institute of Technology zur Himmelsüberwachung mit dem Ziel, alle erdnahen Asteroiden vor einer Kollision mit der Erde rechtzeitig zu entdecken. Die für das Projekt eingesetzten GEODSS-Instrumente sind auf dem Testgelände White Sands Missile Range in Socorro im US-Bundesstaat New Mexico installiert. Die gewonnenen Daten werden zur Auswertung an das Lincoln Laboratory auf der Hanscom Air Force Base in Lexington im US-Bundesstaat Massachusetts geschickt und auch mit dem Überwachungssystem Sentry ausgewertet.
Der Asteroid des inneren Hauptgürtels (2460) Mitlincoln wurde nach dem Lincoln Near Earth Asteroid Research und dem Massachusetts Institute of Technology benannt.

## Entdeckungen
Das Projekt wird von der US-Luftwaffe und der US-Raumfahrtbehörde NASA finanziert. Seit Projektbeginn im Jahr 1996 wurden 231.082 neue Objekte identifiziert, darunter 2019 bestätigte Erdbahnkreuzer (Stand: 15. September 2011).
Im Rahmen des Überwachungsprogramms wurden auch zahlreiche Kometen entdeckt; mit Stand vom 15. September 2011 waren es 279 bestätigte Kometen. Alle diese Kometen haben daher den Namensbestandteil LINEAR oder – wenn die Entdeckung gleichzeitig einem anderen Beobachter oder einer anderen Beobachtergruppe gelang – einen kombinierten, wie z. B. LINEAR-NEAT. Besondere Bedeutung kommt dem Kometen mit der Bezeichnung C/2002 T7 (LINEAR) zu, der am 14. Oktober 2002 entdeckt wurde und im Mai 2004 eine scheinbare Helligkeit von etwa {\displaystyle 2^{m}} erreichte.
Etwa zur gleichen Zeit erreichte auch der Komet C/2001 Q4 (NEAT) seine größte Helligkeit, sodass von der südlichen Hemisphäre der Erde gleichzeitig zwei mit bloßem Auge erkennbare, helle Kometen gesehen werden konnten. Für Beobachter auf der nördlichen Hemisphäre waren die Sichtbarkeitsbedingungen für den Kometen C/2002 T7 (LINEAR) ungünstig.
Bemerkenswert ist auch der Komet C/1999 S4 (LINEAR), dessen Kern bei der Annäherung an die Sonne im August 1999 in zahlreiche Stücke zerbrach. Der Komet löste sich in der Folge innerhalb weniger Tage praktisch vollständig auf.